# 디즈니 썸썸

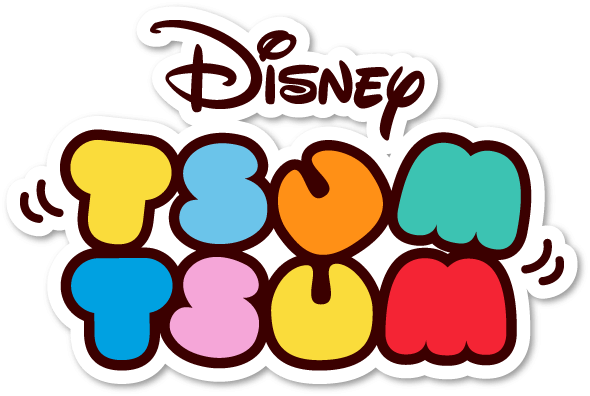
로고

디즈니 썸썸(Disney Tsum Tsum, 일본어: ディズニー ツムツム, 디즈니 츠무츠무)은 디즈니가 보유한 캐릭터들 기반으로 된 일본의 수집 가능한 봉제완구이다. 이 이름은 "쌓다"를 의미하는 일본어 동사 츠무(積む)에서 기원하며, 이는 사각형 모양의 장난감들이 한층 한층 위로 쌓이면서 피라미드 형태를 이루도록 설계되었기 때문이다. 잭스 퍼시픽이 제조하는 비닐 버전도 존재한다.
이 장난감들은 2013년 일본에서 처음 썸썸 아케이드 및 모바일 게임으로 각각 코나미와 라인 코퍼레이션에 의해 출시되었다. 디즈니는 2014년 7월 미국에서 이것들을 팔기 시작했으며 그 다음 달에 디즈니랜드 파리에서 판매가 시작되었다. 거의 동시에 디즈니는 썸썸을 대한민국 시장에 출시하여 온라인 대화 시스템에 사용할 아이콘을 제공하게 되었다. 2014년 기준으로 1,800,000개의 썸썸 장난감들이 판매되었다. 2019년 2월 기준으로 이 프랜차이즈는 모바일 게임과 상품 소득을 합쳐 25억 개 정도로 도달했다. B.B. 스튜디오와 하이드가 개발하고 반다이 남코 엔터테인먼트가 배급한 장난감 기반 파티 게임 디즈니 썸썸 페스티벌은 2019년에 닌텐도 스위치용으로 출시되었다.

## 모바일 게임

### 디즈니 썸썸
디즈니 썸썸(Disney Tsum Tsum) 또는 라인: 디즈니 썸썸(LINE: Disney Tsum Tsum)은 라인이 개발하고 배급한, iOS와 안드로이드용의 부분 유료화 모바일 퍼즐 게임이다. 이 게임은 썸썸 장난감들로 표현되는 디즈니, 픽사, 스타워크 캐릭터들에 초점을 둔다.

### 마블 썸썸
마블 썸썸(Marvel Tsum Tsum)은 XFLAG가 개발하고 mixi가 배급한 iOS와 안드로이드용 부분 유료화 모바일 퍼즐 게임이다. 이 게임은 썸썸 캐릭터들로 표현되는 마블 캐릭터들에 초점을 둔다. 게임플레이가 비슷한 면은 있지만 이 게임은 라인의 디즈니 썸썸과 아무런 관련이 없다. 이 게임은 2016년 8월 31일 전 세계에 출시되었으며 2017년 10월 31일 종료되었다.